# 凤阳镇
凤阳乡，是中国江西省新余市分宜县所辖的一个乡。

## 行政区划
现辖：
凤阳村、焦木村、西茶村、白鹭塘村、社下村、高坡村、上村、大路边村、沔村、郭家村、西廊村、雁塘村、东山村和礼堂村。